# Ernst Cincera
Ernst Cincera, né le 14 mai 1928 à Zurich (originaire du même lieu) et mort le 30 octobre 2004 dans la même ville, est une personnalité politique suisse, membre du Parti radical-démocratique (PRD).
Député du canton de Zurich au Conseil national de 1983 à 1995, il est connu comme l'une des figures suisses les plus marquantes de la lutte contre la « subversion communiste », notamment par des activités d'infiltration et de fichage.

## Biographie
Ernst Cincera est fils d'ouvrier. Il accomplit sa formation professionnelle aux Écoles des arts appliqués de Zurich et d'Amsterdam. Dans ses années de jeunesse, il mène une vie un peu bohème. Passionné par le théâtre de Brecht, il fréquente les milieux de gauche et effectue des voyages dans les pays du bloc de l'Est.
À partir de 1957, il exerce en indépendant une activité de graphiste et de publicitaire indépendant.
Il a le grade de lieutenant-colonel à l'armée.

### Carrière politique
Membre du Parti radical-démocratique, il siège au Conseil cantonal de Zurich de 1967 à 1971. En 1983, il est élu au Conseil national, où il siège jusqu'en 1995.
En 1980, à la suite des émeutes qui ont agité la ville de Zurich, il fonde un Comité pour le droit et l'ordre (Recht und Ordnung).

## Lutte contre la subversion communiste en Suisse
En 1968, il est cofondateur, à Zurich, de l'Institut für politologische Zeitfragen (institut pour les questions politiques contemporaines).
À la même époque, il donne une série de conférences dans beaucoup de villes suisses sur des thèmes tels « Les méthodes modernes de la subversion des démocraties occidentales », « Agitation et subversion » ou « Agression – Rébellion – Révolution ». Son message est clair : le but final des marxistes est de faire passer la Suisse sous une « domination marxiste », peu importe les moyens.

### Groupe suisse d'information(Informationsgruppe Schweiz)
Mais Cincera ne se contente pas de donner des conférences. En 1973, il fonde le Groupe suisse d'information (Informationsgruppe Schweiz). Son siège est au 32 de l'Englischviertelstrasse à Zurich. Ses collaborateurs officiels sont le photographe Willy Matzinger, Rudolf Burger, Hans Scharpf, Theo Hügi et Josef-Alexander Baumann. Surtout, Cincera constitue un réseau d'informateurs qui s'infiltrent dans les organisations de gauche et qui lui rapportent tous les documents, tracts, comptes rendus et autres sources d'information possibles. Cincera, comme chef du réseau, emploie le nom de code « Cäsar ». Le Groupe va établir des fiches de renseignements au sujet de 3 500 personnes, soupçonnées d'avoir, de près ou de loin, des liens avec la  « subversion communiste ». Ernst Cincera est profondément convaincu que tous les groupes de gauche sont financés soit par Moscou, soit par Pékin, et il charge aussi ses agents de lui en fournir des preuves.
Le groupe publie une lettre d'informations : Was Wer Wie Wann Wo (Quoi qui comment quand où), qui devient en 1977 simplement le Bulletin. Quatre fois par an, ce bulletin résume les informations collectées par Cincera et son réseau.

### «Affaire Cincera»
Le 20 novembre 1976, l'« affaire Cincera » éclate. Des activistes du groupe d'extrême gauche Demokratisches Manifest (Manifeste démocratique), aidé du journaliste Jürg Frischknecht, découvrent que leur jeune caissier, Andreas Kühnis, est en fait un agent de Cincera infiltré dans leur mouvement. Le jeune homme passe aux aveux. Il donne la clé du local où sont entreposées les archives du Groupe de Cincera aux membres du Demokratisches Manifest, qui le cambriolent, emportant de nombreux documents qu'ils vont utiliser pour publier un Dossier Cincera. Rapidement, les activités de Cincera vont faire la une des journaux, qui parlent d'un « Watergate à Zurich »,,.
Parmi les 3 500 personnes fichées, on trouve des personnalités politiques comme Helmut Hubacher, Lilian Uchtenhagen ou Moritz Leuenberger, mais aussi des artistes comme Adolf Muschg, des prêtres, des journalistes, des syndicalistes, des étudiants et des enseignants. On découvre que Cincera a pu avoir accès à des rapports de police, des données bancaires, du courrier privé et même des documents militaires classifiés. La presse est unanime à condamner ce que la Neue Zürcher Zeitung appelle les « étranges méthodes du chasseur de subversifs ».
L'affaire polarise la Suisse. La première émotion passée, nombreux vont être ceux qui, sans forcément approuver ses méthodes, apportent publiquement leur soutien à un « défenseur de la patrie ». Ainsi, le Conseil d'État zurichois déclare approuver « la contribution active de citoyens et d'organisations privées dans la lutte contre les intrigues subversives ». De son côté, le Conseiller fédéral Kurt Furgler affirme que la Suisse « n'a pas besoin de défenseur privés de l'État ». En revanche, Cincera devient la bête noire de toute la gauche suisse, qui l'accuse d'être un dangereux espion incontrôlable et un empoisonneur du climat social, et que son cas révèle l'existence d'inquiétants réseaux occultes en Suisse, agissant illégalement sous couvert de patriotisme, et dont Ernst Cincera ne serait que « la pointe de l’iceberg »,. La presse de gauche affirme aussi que le matériel de Cincera aurait été mis à la disposition de personnalités de l'économie, de l'administration et de la politique, ainsi que, suivant certaines sources, au Département militaire fédéral.
En janvier 1977, à titre de réponse aux  campagnes de presse qui l'ont visé, il publie son livre Unser Widerstand gegen die Subversion in der Schweiz.

### Après le scandale
Une fois le scandale passé, Cincera se retrouve quasiment isolé. Même ceux qui avaient pris sa défense se mettent à nier avoir coopéré de quelque manière que ce soit avec lui. Les autorités militaires lui refusent l'accès au grade de colonel, « pour raisons politiques ». Il accède bien au Conseil national en 1983, mais il y est traité en marginal, même au sein du groupe parlementaire de son parti. La même année, il cède ses archives à l'ancien employé de la sécurité de l'État Hans-Ulrich Helfer, qui dirige Presdok AG.
En 1989, lorsqu’éclate l'« affaire des fiches », qui révèle que la Police fédérale a procédé au fichage de 250 000 personnes, le Conseiller national socialiste Jean Ziegler accusera le ministère public « d'avoir acheté un certain nombre de fichiers privés, dont celui de M. Ernst Cincera ».
Après la fin de la Guerre froide, on découvrira que les services secrets du bloc soviétique avaient réellement été actifs en Suisse. Ironie de l'histoire, l’ouverture des archives de la Stasi est-allemande révèle qu'Ernst Cincera lui-même avait été espionné par les agents de la République démocratique allemande, et que ceux-ci avaient assisté régulièrement à ses conférences. Plus surprenantes encore seront les conséquences de l'« affaire des fiches » en 1989 pour Ernst Cincera, qui démontreront qu'il a été lui-même surveillé et fiché par la police fédérale.

## Postérité
Dans la presse suisse, le néologisme de « cincerisme », lancé lors de l'éclatement de l'affaire par le théologien de gauche Kurt Marti (1921-2017), est resté comme l'équivalent sémantique d'une version helvétique du maccarthysme.

## Publications
- (de) Unser Widerstand gegen die Subversion in der Schweiz, Lugano, Athenaum, 1976 / 1977, 223 p. (ISBN 3-85532-779-3).
- en tant qu'éditeur : Margarete Buber-Neumann - einer Zeugin des Jahrhunderts zum achtzigsten Geburtstag gewidmet. Auszüge aus Reden. Lugano, Athenaeum, 1981  (ISBN 3-85532-707-6).
- Moskaus Friedensstrategie oder das andere Gesicht der Friedenstaube. Ein kleines Handbuch zur Auseinandersetzung mit der Friedensbewegung. Flaach, Schweizerzeit, 1983 (OCLC 601020655) (Résumé publié en brochure sous la forme de l'exposé tenu par Ernst Cincera lors de l'assemblée d'automne organisée par les éditions Schweizerzeit le 3 septembre 1983 à Berg am Irchel, 24 pages).
- Deutsch nach Marx. Oder die Sprache der Politik: Ein kleines Handbuch über die missbrauchte Sprache. Lugano, Athenaeum, 1983  (ISBN 3-85532-710-6).
- avec Ursula Speich-Hochstrasser ; Fondation PME Suisse (Edit.) : Ein heiteres, aber wichtiges ABC für Leute, die etwas unternehmen wollen. Bern, Stiftung KMU Schweiz, 1997  (ISBN 3-9520486-0-7).
- 75 Jahre FDP Höngg 1928-2003, Zürich, 2003.